# Evelio Boal López
Evelio Boal (Valladolid, 1884 - Barcelona, 1921) fou un dirigent sindicalista espanyol. De ben jovenet anà a viure a Barcelona, on treballà de tipògraf. El 1908 ja era un dels membres de la junta del Sindicat de l'Art d'Imprimir i va impulsar la vaga contra El Progreso (afer de La Neotipia), òrgan del Partit Republicà Radical d'Alejandro Lerroux. Fou un dels organitzadors del Congrés de Sants de la CNT i formà part de la comissió que en redactà la memòria. L'agost de 1918 va ser elegit membre del Comitè de la CNT. Amant del teatre, va formar part d'un grup de teatre al Centre Obrer del carrer Mercaders.
Participà en l'organització de la vaga general de 1917 i fou qui redactà les actes de les reunions conjuntes amb la UGT. Considerat un gran organitzador sindical, el febrer de 1919 va substituir provisionalment Manuel Buenacasa Tomeo en la secretari del Comitè de la CNT. Va ser confirmat en el càrrec en el congrés de la CNT del Teatre de la Comèdia de Madrid el desembre de 1919, on fou un dels 24 firmants del dictamen sobre la definició ideològica de la CNT, que declarava la finalitat que perseguia era el comunisme llibertari. El 1919 fou delegat per a entrevistar-se amb dirigents sindicals de Portugal i formà part del comitè de la vaga de la Canadenca. L'agost de 1920, juntament amb Salvador Seguí i Salvador Quemades, anà a Madrid per refer l'aliança CNT - UGT de cara a futures mobilitzacions.
Ocupà el càrrec de secretari del Comitè de la CNT fins al mes de març de 1921, data en què fou detingut i empresonat a la Model de Barcelona. Quan la matinada del dia 17 de juny de 1921 (algunes fons citen el dia 15) el van deixar en llibertat, fou assassinat a la porta de la presó, junt amb Antoni Feliu, aleshores tresorer de la CNT, en aplicació de la llei de fugues.